# Хаос (митология)
Хаосът (на гръцки: Χαος) според древните гърци стои в основата на всичко. Те си го представяли като мястото между небето и земята, или като вихрушка, бушуващото кълбо от всички стихии.
От една страна Хаосът е първичното празно пространство, което след това започва да се изпълва с материя, а от друга е нещо само по себе си живо и пораждащо живота в света; мястото, където са събрани източниците на живот, но не и той самия. В Хаоса всички неща потъват или се разрушават.
От Хаоса произлизат мракът (Ереб) и нощта (Нюкта – гр. νυχτα).